# Чжэньди
Парамартха (санскр. परमार्थ — «высшая истина») китайское имя-эквивалент по смыслу Чжэньди (кит. 真谛), (499 — 569) — буддийский монах, один из четырёх крупнейших переводчиков буддийской литературы на китайский язык (наряду с Ань Шигао, Сюаньцзаном и Кумарадживой).
Парамартха был выходцем из Западной Индии, жил на территории современной Мьянмы, где прославился добродетельностью и знанием трактатов махаяны. По рекомендации познакомившихся с ним послов лянского императора У-ди был приглашён в государство Лян.
В 546 году он прибыл в Наньхай (современный Гуанчжоу), привезя с собой около двухсот сорока текстов на санскрите, а в 548 году — в Цзянькан (современный Нанкин), где поселился в монастыре Чжэнгуаньсы и занимался в основном педагогической деятельностью.
В период смут, сопровождавших падение династии Лян в 537 году, скитался по южным районам Китая, затем вновь вернулся в Наньхай и занялся переводческой работой.
Перевёл 142 цзюаня («свитка») буддийских текстов, из которых сохранилось 87. Комплекс идей, рассматриваемых в этих текстах, впоследствии лёг в основу учения так называемой группировки Шэлунь («школы „Шастры о постижении“»).